# Toxicoscordion fremontii
Toxicoscordion fremontii là một loài thực vật có hoa trong họ Melanthiaceae. Loài này được (Torr.) Rydb. miêu tả khoa học đầu tiên năm 1903.